# میرزا سید حسن‌خان بلوچ
میرزا سید حسن‌خان بلوچ از سیاستمداران ایرانی بود، که در   دوره چهارم بعنوان نماینده ایرانشهر و فهرج در مجلس شورای ملی حضور داشت.